# Caprimulgus donaldsoni
Caprimulgus donaldsoni là một loài chim trong họ Caprimulgidae.